# 亚历山大·伊利佳科夫
亚历山大·弗拉基米罗维奇·伊利佳科夫（羅馬化：Aleksander Vladimirovich Il'tyakov；1971年10月9日—）是俄罗斯政治人物，第六届、第七届和第八届国家杜马的代表。2008年，他被授予技术科学全博士学位。
1995年，他与兄弟们一起创办了“Veles”肉类加工厂。1995年至2011年期间，他担任该工厂的执行董事。 2011年6月，伊利佳科夫向弗拉基米尔·普京提交了一份关于如何发展乌拉尔地区肉类生产的商业计划。该计划后来被纳入全俄人民阵线的纲领。同年，伊利佳科夫当选为库尔干州选区第六届国家杜马代表。2016年和2021年分别连任第七届和第八届国家杜马议员。

## 制裁
伊利佳科夫于2022年因俄乌战争而受到英国政府制裁。